# WWE Books
A WWE Books (em português WWE Livros) é uma subsidiária da WWE, criada em 2002, para a publicação de autobiografias e a ficção baseada em personalidades da WWE. Também produz livros ilustrados, calendários e livros para adultos.
A maioria dos livros da WWE Books são publicados pela Pocket Books, parte do grupo Simon & Schuster. Os livros são vendidos nos Estados Unidos, Europa e Austrália.

## Autobiografias
Segue-se uma lista de autobiografias produzidas por wrestlers da WWE:
| Título                                                   | Autor                   |
| -------------------------------------------------------- | ----------------------- |
| Adam Copeland On Edge                                    | Edge                    |
| The Hardcore Diaries                                     | Mick Foley              |
| It's Good to Be the King...Sometimes                     | Jerry Lawler            |
| Hollywood Hulk Hogan                                     | Hulk Hogan              |
| Cheating Death, Stealing Life: The Eddie Guerrero Story  | Eddie Guerrero          |
| Batista Unleashed                                        | Batista                 |
| Controversy Creates Ca$h                                 | Eric Bischoff           |
| Walking a Golden Mile                                    | William Regal           |
| The Stone Cold Truth                                     | Stone Cold Steve Austin |
| Ric Flair: To Be the Man                                 | Ric Flair               |
| Heartbreak & Triumph: The Shawn Michaels Story           | Shawn Michaels          |
| "Classy" Freddie Blassie: Listen, You Pencil Neck Geeks  | Freddie Blassie         |
| Lita: A Less Traveled R.O.A.D.--The Reality of Amy Dumas | Lita                    |
| Superstar Billy Graham: Tangled Ropes                    | Superstar Billy Graham  |
| The Hardy Boyz: Exist 2 Inspire                          | Matt Hardy & Jeff Hardy |